# Winand Gábor
Winand Gábor (Budapest, 1964. június 28. – 2021. június 15.) magyar énekes.

## Életpályája
1972-től klasszikus zenei órákat vett klarinéton. A szaxofon és a fuvola később került hozzá. Ezután operaénekes akart lenni. 1982-ben Ella Fitzgerald és Louis Armstrong felvételei miatt kezdett el érdeklődni a jazz iránt. 1983-ban felvették a Liszt Ferenc Zeneakadémiára, ahol jazzéneklést tanult.

### Munkássága
Énekelt a Macskafogó című animációs filmben (1986). Tanulmányai befejezése után Babos Gyula bevitte zenekarába. Ezután a Captive Dreamer nevű együtteshez tartozott, amellyel 1989-ben azonos című albumot adott ki. Miután 1990-ben megismerkedett Gadó Gáborral, az ő Joy nevű zenekarával kezdett el dolgozni, akikkel számos fesztiválon lépett fel sikerrel. Ezután a Stendal Trióval (Horváth Kornél, Snétberger Ferenc és Dés László) dolgozott együtt, és 1992-ben megjelentette az ebből született Something Happened című albumot. A Vukán György vezette Quartet nevű formációval, amelyben Balázs Elemér és Hárs Viktor is közreműködött, 1997-ben Pablo Neruda verseire készített Húsz szerelmes vers és egy kétségbeesés dala című lemezt. 2002-től saját neve alatt jelentetett meg albumokat. Első szólóalbuma, a Corners of My Mind 2002-ben elnyerte a francia Jazzman szaklap Choc de l'année díját. Közreműködött Bontovics Kati, Gadó Gábor, Horváth Kornél, Sterbinszky, Horgas Eszter/Vukán György & ClassJazzBand, Balázs Elemér/Charlie Mariano, Borlai Gergő, Tam de Villiers és Babos Gyula albumain (Makrokozmosz, 2016).
A Fiumei úti sírkert szóróparcellájába került.

## Diszkográfia
- Corners of My Mind (Budapest Music Center 2002)
- Agent Spirituel (Budapest Music Center 2003)
- Different Garden (Budapest Music Center 2004, mit Kristóf Bacsó, Gábor Gadó, József Barcza Horváth)
- Gábor Winand with the Gábor Gadó Quartet Opera Budapest (Budapest Music Center 2005)
- Gábor Winand – Ramón Valle – Eric Vloeimans Fabulas (Budapest Music Center 2009)
- Elsa Valle, Winand Gábor Ad Libitum (2018)
- About Me (2019)

## Fordítás
- Ez a szócikk részben vagy egészben  a   Gábor Winand című német Wikipédia-szócikk ezen változatának fordításán alapul.  Az eredeti cikk szerkesztőit annak laptörténete sorolja fel. Ez a jelzés csupán a megfogalmazás eredetét és a szerzői jogokat jelzi, nem szolgál a cikkben szereplő információk forrásmegjelöléseként.